# Fontana Da Ponte

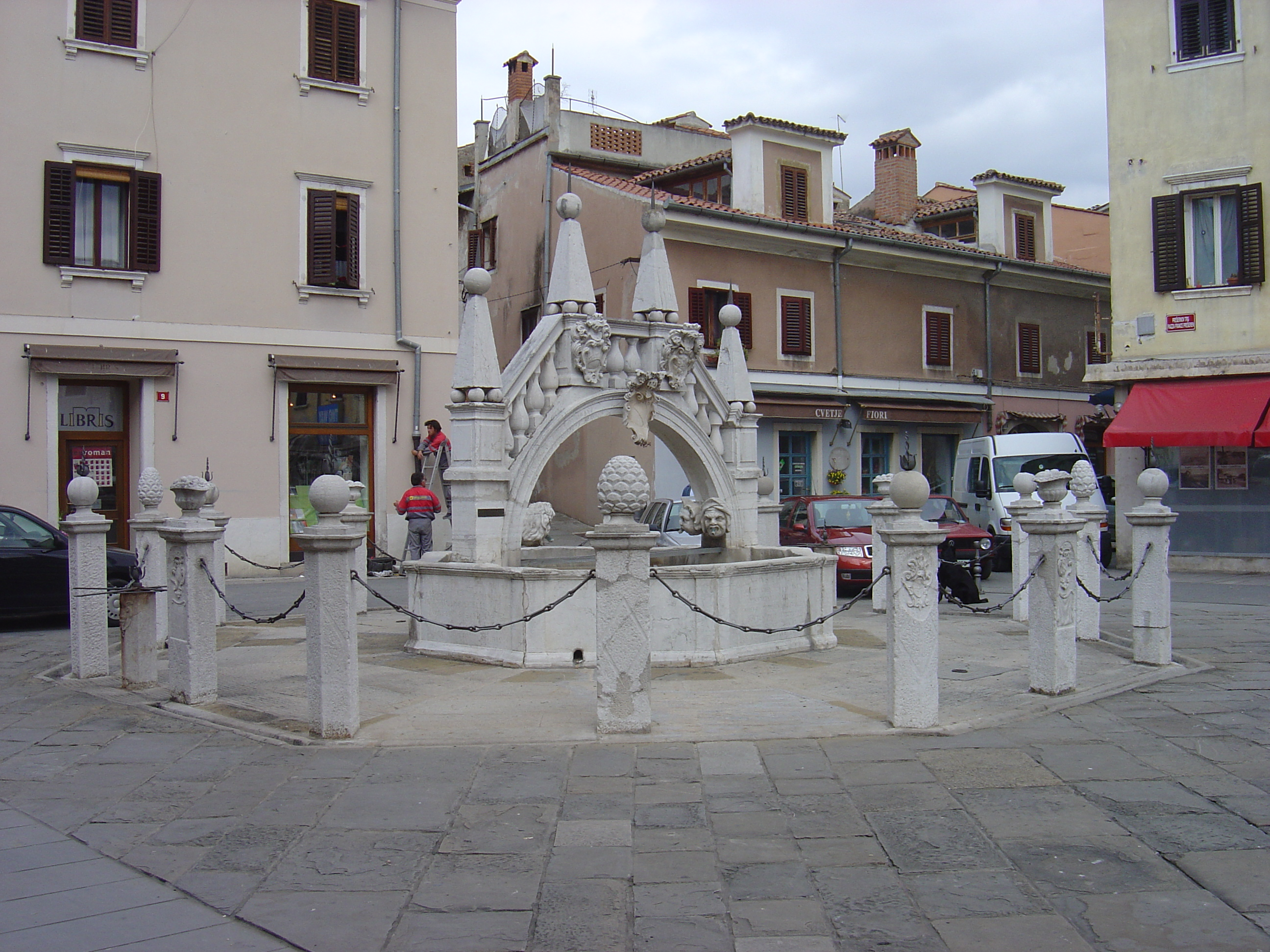
La fontana Da Ponte a Capodistria.

La fontana Da Ponte (Da Pontejev vodnjak in sloveno) è una fontana situata in piazza France Prešeren, nel centro storico della cittadina slovena di Capodistria.

## Storia e descrizione
L'esistenza di una fontana in loco risulta attesta sin dal 1423, poiché qui terminava l'acquedotto che riforniva la città, allora situata su un'isola. Nel 1666 assunse l'aspetto odierno in omaggio al podestà Lorenzo Da Ponte, che ne aveva promosso il restauro. Mantenne la sua funzione di abbeveratoio pubblico sino al 1898. 
La fontana, contornata da quindici pilastri con gli stemmi delle famiglie patrizie che avevano finanziato la sua ricostruzione, si compone di una vasca ottagonale sormontata da un arco, che richiama nello specifico lo stemma della famiglia "Da Ponte", da cui trae il nome.